# Дебільність
Дебільність (лат. debilis — «слабкий») — застарілий термін, що застосовувався у психіатрії для визначення слабкого ступеня олігофренії. Відповідно до МКХ-10, розділу F, нормативним є термін «легка розумова відсталість».

## Опис
Загалом людина отримує такий діагноз при IQ в межах від 50 до 69. Для дорослих це означає розумовий вік 9-12 років.
За класифікацією за рівнем коефіцієнту інтелекту, IQ, виділяють три основні форми:
- Легка форма з IQ 65-69.
- Помірно виражена форма з IQ 60-64.
- Важка форма з IQ 50-59.

Легку дебільність важко відрізнити від нормальної психіки на нижній межі норми.
Дебіли здатні до навчання, опановують нескладні трудові процеси, можливе їхнє соціальне пристосування у певних межах. Дебіли нерідко виявляють досить високий розвиток мови, їхня поведінка більш адекватна і самостійна, що деякою мірою маскує слабкість мислення. Цьому сприяють гарна механічна пам'ять, наслідування. В той же час у дебілів наявна слабкість абстрактного мислення, перевага конкретних асоціацій. Перехід від простих до складніших узагальнень для них ускладнений. На відміну від імбецильності, при дебільності можливе навчання в школі, але при цьому виявляються відсутність ініціативи в самостійності в навчанні, повільність та інертність. Особи з дебільністю опановують переважно конкретні знання, засвоєння теорії їм не вдається.